# Ardauli
Ardauli (sardinsky: Ardaùle) je italská obec (comune) v provincii Oristano v regionu Sardinie. Nachází se ve výšce 421 metrů nad mořem a má 765 obyvatel. Rozloha obce je 20,53 km².